# Meitantei Conan: Kudō Shin’ichi e no chōsenjō
Meitantei Conan: Kudō Shin’ichi e no chōsenjō (jap. 名探偵コナン　工藤新一への挑戦状) – japońska TV drama inspirowana mangą i anime Detektyw Conan autorstwa Gōshō Aoyamy. Serial emitowany był na kanałach Yomiuri TV i NTV od 7 lipca do 29 września 2011 roku.

## Fabuła
Akcja dzieje się trzy miesiące przed tym, jak bohater Shin’ichi Kudō przemienił się w Conana Edogawę. Genialny uczeń liceum Shin’ichi Kudō jest już biegłym detektywem, który często pomaga policji w rozwiązywaniu spraw. Shin’ichi, wraz ze swoją przyjaciółką, Ran, oraz jej ojcem budzą się niespodziewanie w zamkniętym, białym pomieszczeniu. Osoba, która ich tam zamknęła, jest fanem młodego detektywa. Zostawia uwięzionym list, w którym pisze, że aby móc otworzyć drzwi, trzeba podać słowa klucze do spraw morderstw, które Shin’ichi rozwiązał w przeszłości.

## Obsada
- Junpei Mizobata  jako Shin’ichi Kudō
- Shiori Kutsuna jako Ran Mōri
- Takanori Jinnai jako Kogorō Mōri
- Nene Otsuka jako Eri Kisaki
- Sayaka Akimoto jako Sonoko Suzuki
- Yūichi Tsuchiya jako Wataru Takagi
- Natsuhi Ueno jako Miwako Satō
- Tōri Matsuzaka jako Heiji Hattori (odc. 9)
- Rei Okamoto jako Kazuha Toyama (odc. 9)

## Lista odcinków
Drama składa się z 13 odcinków emitowanych w czwartki od 7 lipca do 29 września 2011 roku o 22:58. Piosenką przewodnią jest Kimi to zutto... (jap. 君とずっと…; pl. Z tobą na zawsze...) śpiewana przez yu-yu.
| Nr      | Tytuł | Premiera         | Oglądalność |
| ------- | --- | ---------------- | ----------- |
| File 1  | Conan ni naru mae no kōkōsei tantei ga, furin satsujin no nazo o abaku! (jap. コナンになる前の高校生探偵が、不倫殺人の謎を暴く!)                             | 7 lipca 2011     | 5,7%        |
| File 2  | Amahōsō de okita misshitsu satsujin! Chōnōryokusha no norowareta himitsu o abake (jap. 生放送で起きた密室殺人! 超能力者の呪われた秘密を暴け)                 | 14 lipca 2011    | 5,4%        |
| File 3  | Misshitsu hōtei de okita satsujin jiken! Hosutesu satsugai torikku o abake (jap. 密室法廷で起きた殺人事件! ホステス殺害トリックを暴け)                       | 21 lipca 2011    | 4,4%        |
| File 4  | Kanzen hanzai! Kekkonshiki de satsujin yokoku, misshitsu dokusatsu torikku no nazo o abake! (jap. 完全犯罪! 結婚式で殺人予告、密室毒殺トリックの謎を暴け!)   | 28 lipca 2011    | 5,6%        |
| File 5  | Kioku o keshita joyū no kareinaru satsujin torikku - Hishochi de no kanzen hanzai (jap. 記憶を消した女優の華麗なる殺人トリック 避暑地での完全犯罪)           | 4 sierpnia 2011  | 4,6%        |
| File 6  | Bijo nijū-nin no kareinaru koroshi no kisu! Satsujin hōteishiki ni kakusareta satsui! (jap. 美女20人の華麗なる殺しのキス! 殺人方程式に隠された殺意!)         | 11 sierpnia 2011 | 4,8%        |
| File 7  | Chi nurareta kotsuniku no isan sōzoku satsujin! Yūkai torikku no nazo o abake! (jap. 血ぬられた骨肉の遺産相続殺人! 誘拐トリックのナゾを暴け!)                | 18 sierpnia 2011 | 4,8%        |
| File 8  | Onna no iji, chikanhan e no fukushū! Kanshi kamera ni himeta satsujin torikku (jap. 女の意地、痴漢犯への復讐!監視カメラに秘めた殺人トリック)                 | 25 sierpnia 2011 | 5,2%        |
| File 9  | Hattori Heiji to misshitsu satsujin mienai kyōki no nazo! Tōzai tantei suiri battle (batoru) (jap. 服部平次と密室殺人見えない凶器のナゾ! 東西探偵推理バトル) | 1 września 2011  | 5,9%        |
| File 10 | Nihyaku kiro o shunkanidō shita shitai no nazo! Akujo no kanzen hanzai keikaku o abake (jap. 200キロを瞬間移動した死体の謎! 悪女の完全犯罪計画を暴け)        | 8 września 2011  | 4,0%        |
| File 11 | Kisu wa koroshi no riyū, nijūnengo no fukushū satsujin! Kanpeki na aribai no nazo (jap. キスは殺しの理由、20年後の復讐殺人! 完璧なアリバイの謎)              | 15 września 2011 | 5,4%        |
| File 12 | Watashi ga koroshimashita! Sannin no tandokuhan? Gisō satsujin no nazo o abake! (jap. 私が殺しました! 3人の単独犯? 偽装殺人の謎を暴け!)                      | 22 września 2011 | 4,6%        |
| File 13 | Ran shisu! Shinhannin ga tensai tantei e saigo no chōsen shiroi heya no nazo o abake (jap. 蘭死す! 真犯人が天才探偵へ最後の挑戦 白い部屋の謎を暴け)          | 29 września 2011 | 4,4%        |